# Liste des monuments historiques de l'arrondissement de Caen
Cette liste regroupe une partie des monuments historiques du Calvados.
- Haut – A
- B
- C
- D
- E
- F
- G
- H
- I
- J
- K
- L
- M
- N
- O
- P
- Q
- R
- S
- T
- U
- V
- W
- X
- Y
- Z

## Liste
| Monument                                                                         | Commune                        | Adresse                                         | Coordonnées                                     | Notice                                          | Protection                                      | Date                                            | Illustration                                                                     |
| -------------------------------------------------------------------------------- | ------------------------------ | ----------------------------------------------- | ----------------------------------------------- | ----------------------------------------------- | ----------------------------------------------- | ----------------------------------------------- | -------------------------------------------------------------------------------- |
| Château de la Motte                                                              | Acqueville                     |                                                 | 48° 57′ 52″ nord, 0° 22′ 20″ ouest              | « PA00111005 »                                  | Inscrit Classé                                  | 1997 1998                                       | Château de la Motte                                                              |
| Église Saint-Aubin                                                               | Acqueville                     |                                                 | 48° 58′ 19″ nord, 0° 22′ 03″ ouest              | « PA00111006 »                                  | Inscrit                                         | 1933                                            | Église Saint-Aubin                                                               |
| Château de Coupigny                                                              | Airan                          |                                                 | 49° 05′ 13″ nord, 0° 09′ 51″ ouest              | « PA00111007 »                                  | Inscrit                                         | 1927                                            | Château de Coupigny                                                              |
| Église Saint-Germain                                                             | Airan                          |                                                 | 49° 06′ 04″ nord, 0° 09′ 09″ ouest              | « PA00111008 »                                  | Classé                                          | 1930                                            | Église Saint-Germain                                                             |
| Moulin à eau                                                                     | Airan                          | Le moulin                                       | 49° 06′ 15″ nord, 0° 09′ 01″ ouest              | « PA00111009 »                                  | Inscrit                                         | 1975                                            | Moulin à eau                                                                     |
| Château des Planches                                                             | Amblie                         |                                                 | 49° 17′ 22″ nord, 0° 30′ 48″ ouest              | « PA00111010 »                                  | Inscrit                                         | 1982                                            | Château des Planches                                                             |
| Église Saint-Pierre                                                              | Amblie                         |                                                 | 49° 17′ 32″ nord, 0° 29′ 10″ ouest              | « PA00111011 »                                  | Classé Inscrit                                  | 1910 1927                                       | Église Saint-Pierre                                                              |
| Église Saint-Martin                                                              | Anguerny                       |                                                 | 49° 16′ 01″ nord, 0° 24′ 08″ ouest              | « PA00111012 »                                  | Classé                                          | 1910                                            | Église Saint-Martin                                                              |
| Église Saint-Pierre                                                              | Anisy                          |                                                 | 49° 15′ 12″ nord, 0° 23′ 29″ ouest              | « PA00111013 »                                  | Inscrit                                         | 1927                                            | Église Saint-Pierre                                                              |
| Château du Fresne                                                                | Argences                       |                                                 | 49° 08′ 22″ nord, 0° 09′ 57″ ouest              | « PA00111015 »                                  | Inscrit                                         | 1932                                            | Image manquante Téléverser                                                       |
| Château d'Aubigny                                                                | Aubigny                        | Le Château                                      | 48° 54′ 53″ nord, 0° 13′ 00″ ouest              | « PA00111017 »                                  | Classé                                          | 1948                                            | Château d'Aubigny                                                                |
| Château d'Audrieu                                                                | Audrieu                        |                                                 | 49° 12′ 15″ nord, 0° 35′ 42″ ouest              | « PA00111018 »                                  | Classé                                          | 1967                                            | Château d'Audrieu                                                                |
| Église Notre-Dame                                                                | Audrieu                        |                                                 | 49° 12′ 26″ nord, 0° 35′ 43″ ouest              | « PA00111019 »                                  | Classé                                          | 1862                                            | Église Notre-Dame                                                                |
| Croix de cimetière                                                               | Authie                         |                                                 | 49° 12′ 26″ nord, 0° 25′ 55″ ouest              | « PA00111023 »                                  | Inscrit                                         | 1927                                            | Croix de cimetière                                                               |
| Église Saint-Vigor                                                               | Authie                         |                                                 | 49° 12′ 26″ nord, 0° 25′ 56″ ouest              | « PA00111024 »                                  | Classé                                          | 1913                                            | Église Saint-Vigor                                                               |
| Ancien portail de l’abbaye de Troarn                                             | Banneville-la-Campagne         |                                                 | 49° 10′ 35″ nord, 0° 13′ 45″ ouest              | « PA00111030 »                                  | Inscrit                                         | 1928                                            | Ancien portail de l’abbaye de Troarn                                             |
| Chapelle Saint-Clair                                                             | Banneville-sur-Ajon            |                                                 | 49° 04′ 19″ nord, 0° 33′ 45″ ouest              | « PA00111031 »                                  | Classé                                          | 1930                                            | Chapelle Saint-Clair                                                             |
| Abbaye Notre-Dame                                                                | Barbery                        |                                                 | 49° 01′ 32″ nord, 0° 20′ 46″ ouest              | « PA00111032 »                                  | Inscrit                                         | 2005                                            | Abbaye Notre-Dame                                                                |
| Château de Baron-sur-Odon                                                        | Baron-sur-Odon                 |                                                 | 49° 07′ 58″ nord, 0° 29′ 12″ ouest              | « PA00111036 »                                  | Inscrit                                         | 1975                                            | Château de Baron-sur-Odon                                                        |
| Église Notre-Dame-de-la-Nativité                                                 | Baron-sur-Odon                 |                                                 | 49° 07′ 38″ nord, 0° 29′ 01″ ouest              | « PA00111037 »                                  | Classé Inscrit                                  | 1910 1927                                       | Église Notre-Dame-de-la-Nativité                                                 |
| Maison La Taverne                                                                | Barou-en-Auge                  |                                                 | 48° 55′ 57″ nord, 0° 02′ 41″ ouest              | « PA00111038 »                                  | Inscrit                                         | 1930                                            | Maison La Taverne                                                                |
| Église Saint-Georges                                                             | Basly                          |                                                 | 49° 16′ 44″ nord, 0° 25′ 29″ ouest              | « PA00111039 »                                  | Inscrit                                         | 1927                                            | Église Saint-Georges                                                             |
| Château de Bavent                                                                | Bavent                         | Route de Dozulé 2 rue du Marais                 | 49° 13′ 46″ nord, 0° 11′ 05″ ouest              | « PA00111040 »                                  | Inscrit                                         | 1975                                            | Château de Bavent                                                                |
| Château de Béneauville                                                           | Bavent                         |                                                 | 49° 14′ 24″ nord, 0° 11′ 39″ ouest              | « PA00111041 »                                  | Classé                                          | 1958                                            | Château de Béneauville                                                           |
| Château de Beaumais                                                              | Beaumais                       |                                                 | 48° 53′ 41″ nord, 0° 04′ 25″ ouest              | « PA00111071 »                                  | Inscrit                                         | 1933                                            | Château de Beaumais                                                              |
| Église de la Nativité-Notre-Dame                                                 | Beaumais                       |                                                 | 48° 53′ 43″ nord, 0° 04′ 35″ ouest              | « PA00111072 »                                  | Classé                                          | 1930                                            | Église de la Nativité-Notre-Dame                                                 |
| Église de l'Assomption-de-Notre-Dame                                             | Bellengreville                 | au milieu du cimetière, détruite en août 1944   | 49° 07′ 29″ nord, 0° 12′ 48″ ouest              | « PA00111075 »                                  | Inscrit                                         | 1932                                            | Église de l'Assomption-de-Notre-Dame                                             |
| Manoir de la Perquette                                                           | Bellengreville                 | La Perquette                                    | 49° 07′ 47″ nord, 0° 13′ 18″ ouest              | « PA00111076 »                                  | Inscrit                                         | 1980                                            | Manoir de la Perquette                                                           |
| Café Gondrée                                                                     | Bénouville                     | Le Canal, 12 avenue du Commandant-Kieffer       | 49° 14′ 33″ nord, 0° 16′ 30″ ouest              | « PA00111078 »                                  | Inscrit                                         | 1987 1993                                       | Café Gondrée                                                                     |
| Château de Bénouville                                                            | Bénouville                     |                                                 | 49° 14′ 11″ nord, 0° 16′ 52″ ouest              | « PA00111079 »                                  | Classé                                          | 1930 1987                                       | Château de Bénouville                                                            |
| Église Notre-Dame                                                                | Bénouville                     |                                                 | 49° 14′ 48″ nord, 0° 16′ 34″ ouest              | « PA00111080 »                                  | Inscrit                                         | 1932                                            | Église Notre-Dame                                                                |
| Château de Bény-sur-Mer                                                          | Bény-sur-Mer                   | Le Bourg                                        | 49° 17′ 17″ nord, 0° 26′ 06″ ouest              | « PA14000011 »                                  | Inscrit                                         | 1998                                            | Château de Bény-sur-Mer                                                          |
| Église de l'Assomption-de-Notre-Dame                                             | Bény-sur-Mer                   |                                                 | 49° 17′ 29″ nord, 0° 25′ 56″ ouest              | « PA00111081 »                                  | Classé                                          | 1885                                            | Église de l'Assomption-de-Notre-Dame                                             |
| Menhir de la Demoiselle de Bracqueville                                          | Bény-sur-Mer                   | Bracqueville                                    | 49° 16′ 55″ nord, 0° 26′ 34″ ouest              | « PA00111082 »                                  | Classé                                          | 1933                                            | Menhir de la Demoiselle de Bracqueville                                          |
| Église Sainte-Anne de Sainte-Anne-d'Entremont                                    | Bernières-d'Ailly              | Sainte-Anne d'Entremont                         | 48° 56′ 35″ nord, 0° 06′ 35″ ouest              | « PA00111084 »                                  | Inscrit                                         | 1975                                            | Église Sainte-Anne de Sainte-Anne-d'Entremont                                    |
| Château d'Ailly                                                                  | Bernières-d'Ailly              | Ailly                                           | 48° 56′ 33″ nord, 0° 04′ 57″ ouest              | « PA00111085 »                                  | Inscrit                                         | 1970                                            | Château d'Ailly                                                                  |
| Église Saint-Gerbold d'Ailly                                                     | Bernières-d'Ailly              | Ailly                                           | 48° 56′ 33″ nord, 0° 04′ 56″ ouest              | « PA00111086 »                                  | Inscrit                                         | 1970                                            | Église Saint-Gerbold d'Ailly                                                     |
| Pavillons du château de Semilly                                                  | Bernières-sur-Mer              | Rue de la Mer Rue des Ormes                     | 49° 19′ 59″ nord, 0° 25′ 25″ ouest              | « PA00111087 »                                  | Inscrit                                         | 1937                                            | Pavillons du château de Semilly                                                  |
| Église Notre-Dame-de-la-Nativité                                                 | Bernières-sur-Mer              |                                                 | 49° 19′ 52″ nord, 0° 25′ 26″ ouest              | « PA00111088 »                                  | Classé                                          | 1840                                            | Église Notre-Dame-de-la-Nativité                                                 |
| Manoir de la Luzerne                                                             | Bernières-sur-Mer              | 49 rue du Maréchal-Montgomery                   | 49° 19′ 57″ nord, 0° 24′ 44″ ouest              | « PA14000013 »                                  | Inscrit                                         | 1998                                            | Manoir de la Luzerne                                                             |
| Château de la Londe                                                              | Biéville-Beuville              |                                                 | 49° 13′ 50″ nord, 0° 21′ 57″ ouest              | « PA00111091 »                                  | Inscrit                                         | 1947                                            | Château de la Londe                                                              |
| Église Notre-Dame                                                                | Biéville-Beuville              |                                                 | 49° 14′ 04″ nord, 0° 19′ 33″ ouest              | « PA00111092 »                                  | Classé                                          | 1910                                            | Église Notre-Dame                                                                |
| Ferme de la Vallée                                                               | Biéville-Beuville              | La Vallée                                       | 49° 14′ 15″ nord, 0° 19′ 23″ ouest              | « PA00111093 »                                  | Inscrit                                         | 1984                                            | Ferme de la Vallée                                                               |
| Manoir Balleroy                                                                  | Biéville-Beuville              | rue Colbert                                     | 49° 13′ 59″ nord, 0° 19′ 37″ ouest              | « PA00111824 »                                  | Inscrit                                         | 1989                                            | Manoir Balleroy                                                                  |
| Pierres branlantes                                                               | Biéville-Beuville              |                                                 | 49° 14′ 37″ nord, 0° 18′ 46″ ouest              | « PA00111094 »                                  | Classé                                          | 1958                                            | Pierres branlantes                                                               |
| Porte du château de Colbert                                                      | Blainville-sur-Orne            |                                                 | 49° 13′ 43″ nord, 0° 18′ 00″ ouest              | « PA00111097 »                                  | Inscrit                                         | 1932                                            | Porte du château de Colbert                                                      |
| Église Saint-Pierre                                                              | Bons-Tassilly                  | Détruit. Chapelle de Bons                       | 48° 57′ 32″ nord, 0° 14′ 16″ ouest              | « PA00111105 »                                  | Inscrit                                         | 1928                                            | Église Saint-Pierre                                                              |
| Église Saint-Quentin                                                             | Bons-Tassilly                  |                                                 | 48° 57′ 26″ nord, 0° 13′ 19″ ouest              | « PA00111106 »                                  | Inscrit                                         | 1928                                            | Église Saint-Quentin                                                             |
| Polissoir                                                                        | Bons-Tassilly                  | Poussendre                                      | 48° 58′ 10″ nord, 0° 13′ 25″ ouest              | « PA00111108 »                                  | Inscrit                                         | 1976                                            | Polissoir                                                                        |
| Polissoir                                                                        | Bons-Tassilly                  | Poussendre                                      | 48° 58′ 10″ nord, 0° 13′ 25″ ouest              | « PA00111107 »                                  | Inscrit                                         | 1976                                            | Polissoir                                                                        |
| Château de Bougy                                                                 | Bougy                          | Château de Bougy                                | 49° 06′ 56″ nord, 0° 31′ 27″ ouest              | « PA14000017 »                                  | Inscrit                                         | 2000                                            | Château de Bougy                                                                 |
| Église Saint-Pierre                                                              | Bougy                          |                                                 | 49° 06′ 45″ nord, 0° 31′ 30″ ouest              | « PA00111109 »                                  | Classé                                          | 1911                                            | Église Saint-Pierre                                                              |
| Église Saint-Pierre                                                              | Boulon                         |                                                 | 49° 02′ 50″ nord, 0° 23′ 36″ ouest              | « PA00111110 »                                  | Classé                                          | 1913                                            | Église Saint-Pierre                                                              |
| Église Saint-Lô                                                                  | Bretteville-le-Rabet           |                                                 | 49° 01′ 30″ nord, 0° 15′ 34″ ouest              | « PA00111115 »                                  | Inscrit                                         | 1928                                            | Église Saint-Lô                                                                  |
| Château de la Motte                                                              | Bretteville-l'Orgueilleuse     |                                                 | 49° 12′ 38″ nord, 0° 30′ 55″ ouest              | « PA00111113 »                                  | Inscrit                                         | 1973                                            | Château de la Motte                                                              |
| Église Saint-Germain                                                             | Bretteville-l'Orgueilleuse     |                                                 | 49° 12′ 35″ nord, 0° 30′ 38″ ouest              | « PA00111114 »                                  | Inscrit                                         | 1927                                            | Église Saint-Germain                                                             |
| Abbaye Notre-Dame                                                                | Bretteville-sur-Laize          |                                                 | 49° 01′ 32″ nord, 0° 20′ 42″ ouest              | « PA14000054 »                                  | Inscrit                                         | 2005                                            | Abbaye Notre-Dame                                                                |
| Église Notre-Dame                                                                | Bretteville-sur-Laize          | Quilly                                          | 49° 03′ 04″ nord, 0° 19′ 01″ ouest              | « PA00111116 »                                  | Classé                                          | 1921                                            | Église Notre-Dame                                                                |
| Manoir de Quilly                                                                 | Bretteville-sur-Laize          | Quilly                                          | 49° 02′ 59″ nord, 0° 18′ 56″ ouest              | « PA00111117 »                                  | Classé                                          | 1922 1927 1946                                  | Manoir de Quilly                                                                 |
| Domaine de la Baronnie                                                           | Bretteville-sur-Odon           |                                                 | 49° 09′ 50″ nord, 0° 25′ 00″ ouest              | « PA00111825 »                                  | Inscrit Classé                                  | 1990 1993                                       | Domaine de la Baronnie                                                           |
| Église Notre-Dame                                                                | Bretteville-sur-Odon           |                                                 | 49° 10′ 04″ nord, 0° 24′ 32″ ouest              | « PA00111118 »                                  | Inscrit                                         | 1927                                            | Église Notre-Dame                                                                |
| Ferme de Than                                                                    | Bretteville-sur-Odon           | 61 route de Bretagne                            | 49° 10′ 02″ nord, 0° 24′ 34″ ouest              | « PA14000047 »                                  | Inscrit                                         | 2004                                            | Ferme de Than                                                                    |
| Église Saint-Pierre                                                              | Bréville-les-Monts             |                                                 | 49° 14′ 27″ nord, 0° 13′ 35″ ouest              | « PA00111120 »                                  | Inscrit                                         | 1927                                            | Église Saint-Pierre                                                              |
| Casino                                                                           | Cabourg                        |                                                 | 49° 17′ 37″ nord, 0° 06′ 59″ ouest              | « PA00125293 »                                  | Inscrit                                         | 1993                                            | Casino                                                                           |
| Grand Hôtel                                                                      | Cabourg                        | Promenade Marcel Proust                         | 49° 17′ 38″ nord, 0° 06′ 57″ ouest              | « PA14000107 »                                  | Inscrit                                         | 2014                                            | Grand Hôtel                                                                      |
|                                                                                  | Caen                           | Voir Liste des monuments historiques de Caen    | Voir Liste des monuments historiques de Caen    | Voir Liste des monuments historiques de Caen    | Voir Liste des monuments historiques de Caen    | Voir Liste des monuments historiques de Caen    | Voir Liste des monuments historiques de Caen                                     |
| Église Saint-Germain                                                             | Cagny                          |                                                 | 49° 08′ 51″ nord, 0° 15′ 22″ ouest              | « PA00111195 »                                  | Classé                                          | 1913                                            | Église Saint-Germain                                                             |
| Prieuré Notre-Dame-des-Moutiers                                                  | Cagny                          |                                                 | 49° 09′ 44″ nord, 0° 14′ 56″ ouest              | « PA00111196 »                                  | Inscrit                                         | 1974                                            | Prieuré Notre-Dame-des-Moutiers                                                  |
| Château de Cairon                                                                | Cairon                         |                                                 | 49° 14′ 20″ nord, 0° 27′ 07″ ouest              | « PA00111198 »                                  | Inscrit                                         | 1933                                            | Château de Cairon                                                                |
| Église Saint-Hilaire                                                             | Cairon                         |                                                 | 49° 14′ 33″ nord, 0° 27′ 17″ ouest              | « PA00111199 »                                  | Inscrit                                         | 1927                                            | Église Saint-Hilaire                                                             |
| Pierre Tourneresse                                                               | Cairon                         |                                                 | 49° 14′ 07″ nord, 0° 26′ 29″ ouest              | « PA00111200 »                                  | Inscrit                                         | 1954                                            | Pierre Tourneresse                                                               |
| Église Saint-Martin                                                              | Cambes-en-Plaine               |                                                 | 49° 13′ 58″ nord, 0° 23′ 09″ ouest              | « PA00111203 »                                  | Inscrit                                         | 1927                                            | Église Saint-Martin                                                              |
| Église Saint-Martin                                                              | Carpiquet                      |                                                 | 49° 11′ 17″ nord, 0° 26′ 43″ ouest              | « PA00111215 »                                  | Inscrit                                         | 1927                                            | Église Saint-Martin                                                              |
| Porte d'entrée de la ferme abbatiale (ancienne dépendance de l'abbaye aux Dames) | Carpiquet                      | Route de Caumont                                | 49° 11′ 03″ nord, 0° 26′ 51″ ouest              | « PA00111214 »                                  | Inscrit                                         | 1928                                            | Porte d'entrée de la ferme abbatiale (ancienne dépendance de l'abbaye aux Dames) |
| Église Saint-Germain                                                             | Cauvicourt                     |                                                 | 49° 02′ 40″ nord, 0° 16′ 06″ ouest              | « PA00111216 »                                  | Inscrit                                         | 1927                                            | Église Saint-Germain                                                             |
| Château de Cesny-aux-Vignes                                                      | Cesny-aux-Vignes               | C.G.C. 47                                       | 49° 05′ 19″ nord, 0° 06′ 50″ ouest              | « PA00111217 »                                  | Classé Inscrit                                  | 1977                                            | Château de Cesny-aux-Vignes                                                      |
| Chapelle de l'hospice Saint-Jacques                                              | Cesny-Bois-Halbout             |                                                 | 48° 59′ 14″ nord, 0° 22′ 45″ ouest              | « PA00111219 »                                  | Inscrit                                         | 1932                                            | Chapelle de l'hospice Saint-Jacques                                              |
| Église Saint-Vigor                                                               | Cheux                          |                                                 | 49° 09′ 53″ nord, 0° 31′ 29″ ouest              | « PA00111224 »                                  | Classé                                          | 1910                                            | Église Saint-Vigor                                                               |
| Château de Béneauville                                                           | Chicheboville                  |                                                 | 49° 06′ 28″ nord, 0° 12′ 19″ ouest              | « PA00111225 »                                  | Inscrit                                         | 1952                                            | Château de Béneauville                                                           |
| Église Notre-Dame de Béneauville                                                 | Chicheboville                  |                                                 | 49° 06′ 13″ nord, 0° 11′ 59″ ouest              | « PA00111226 »                                  | Inscrit                                         | 1932                                            | Église Notre-Dame de Béneauville                                                 |
| Église Saint-Germain                                                             | Cintheaux                      |                                                 | 49° 03′ 19″ nord, 0° 17′ 32″ ouest              | « PA00111228 »                                  | Classé                                          | 1895                                            | Église Saint-Germain                                                             |
| Église Notre-Dame                                                                | Clinchamps-sur-Orne            |                                                 | 49° 04′ 49″ nord, 0° 24′ 06″ ouest              | « PA00111229 »                                  | Inscrit                                         | 1932                                            | Église Notre-Dame                                                                |
| Église Saint-Vigor                                                               | Colleville-Montgomery          |                                                 | 49° 16′ 33″ nord, 0° 17′ 51″ ouest              | « PA00111230 »                                  | Inscrit                                         | 1927                                            | Église Saint-Vigor                                                               |
| Manoir de Colleville-Montgomery                                                  | Colleville-Montgomery          |                                                 | 49° 16′ 20″ nord, 0° 18′ 04″ ouest              | « PA00111231 »                                  | Inscrit                                         | 1971                                            | Manoir de Colleville-Montgomery                                                  |
| Église Saint-Martin                                                              | Colombelles                    |                                                 | 49° 12′ 13″ nord, 0° 18′ 27″ ouest              | « PA00111233 »                                  | Inscrit                                         | 1927                                            | Église Saint-Martin                                                              |
| Église Saint-Serge-et-Saint-Vigor de Colombelles                                 | Colombelles                    | Rue Raspail                                     | 49° 12′ 00″ nord, 0° 18′ 33″ ouest              | « PA00111838 »                                  | Inscrit                                         | 1992                                            | Église Saint-Serge-et-Saint-Vigor de Colombelles                                 |
| Manoir de Colomby-sur-Thaon                                                      | Colomby-sur-Thaon              |                                                 | 49° 15′ 56″ nord, 0° 24′ 54″ ouest              | « PA00111237 »                                  | Classé                                          | 1942                                            | Manoir de Colomby-sur-Thaon                                                      |
| Butte du Hu                                                                      | Condé-sur-Ifs                  | La Bruyère-du-Hamel                             | 49° 01′ 36″ nord, 0° 07′ 43″ ouest              | « PA00111241 »                                  | Classé                                          | 1974                                            | Butte du Hu                                                                      |
| Église Saint-Pierre-et-Saint-Martin                                              | Condé-sur-Ifs                  |                                                 | 49° 02′ 35″ nord, 0° 07′ 35″ ouest              | « PA00111239 »                                  | Classé                                          | 1910                                            | Église Saint-Pierre-et-Saint-Martin                                              |
| Pierre Cornue                                                                    | Condé-sur-Ifs                  |                                                 | 49° 02′ 34″ nord, 0° 07′ 43″ ouest              | « PA00111240 »                                  | Classé                                          | 1889                                            | Pierre Cornue                                                                    |
| Château de Courcy                                                                | Courcy                         |                                                 | 48° 58′ 16″ nord, 0° 02′ 27″ ouest              | « PA00111247 »                                  | Inscrit                                         | 1975                                            | Château de Courcy                                                                |
| Église Saint-Gervais-Saint-Protais de Courcy                                     | Courcy                         |                                                 | 48° 58′ 19″ nord, 0° 02′ 37″ ouest              | « PA00111248 »                                  | Inscrit                                         | 1927                                            | Église Saint-Gervais-Saint-Protais de Courcy                                     |
| Château de Courseulles                                                           | Courseulles-sur-Mer            |                                                 | 49° 19′ 48″ nord, 0° 27′ 35″ ouest              | « PA00111249 »                                  | Classé                                          | 1910                                            | Château de Courseulles                                                           |
| Église Saint-Jacques                                                             | Cresserons                     |                                                 | 49° 17′ 15″ nord, 0° 21′ 19″ ouest              | « PA00111259 »                                  | Inscrit                                         | 1925                                            | Église Saint-Jacques                                                             |
| Château de Creullet                                                              | Creully                        |                                                 | 49° 17′ 18″ nord, 0° 32′ 44″ ouest              | « PA00111261 »                                  | Classé                                          | 1984                                            | Château de Creullet                                                              |
| Château de Creully                                                               | Creully                        |                                                 | 49° 17′ 10″ nord, 0° 32′ 22″ ouest              | « PA00111260 »                                  | Classé                                          | 2004                                            | Château de Creully                                                               |
| Château de Manneville                                                            | Creully                        |                                                 | 49° 16′ 01″ nord, 0° 31′ 42″ ouest              | « PA14000081 »                                  | Classé                                          | 2008                                            | Château de Manneville                                                            |
| Église Saint-Martin                                                              | Creully                        |                                                 | 49° 17′ 06″ nord, 0° 32′ 23″ ouest              | « PA00111262 »                                  | Classé                                          | 1879                                            | Église Saint-Martin                                                              |
| Église Saint-André                                                               | Cristot                        |                                                 | 49° 11′ 41″ nord, 0° 34′ 43″ ouest              | « PA00111268 »                                  | Inscrit                                         | 1927                                            | Église Saint-André                                                               |
| Église                                                                           | Crocy                          |                                                 | 48° 52′ 50″ nord, 0° 03′ 58″ ouest              | « PA00111269 »                                  | Inscrit                                         | 1927                                            | Église                                                                           |
| Église Saint-Martin                                                              | Croisilles                     |                                                 | 48° 59′ 52″ nord, 0° 27′ 23″ ouest              | « PA00111270 »                                  | Inscrit                                         | 1933                                            | Église Saint-Martin                                                              |
| Belle Roche                                                                      | Culey-le-Patry                 |                                                 | 48° 56′ 59″ nord, 0° 33′ 05″ ouest              | « PA00111273 »                                  | Classé                                          | 1954                                            | Belle Roche                                                                      |
| Manoir de Cully                                                                  | Cully                          | Rue de Richemont                                | 49° 14′ 55″ nord, 0° 31′ 58″ ouest              | « PA00111274 »                                  | Inscrit                                         | 1927                                            | Manoir de Cully                                                                  |
| Église Notre-Dame-des-Sept-Douleurs                                              | Cuverville                     |                                                 | 49° 11′ 23″ nord, 0° 15′ 53″ ouest              | « PA00111276 »                                  | Inscrit                                         | 1933                                            | Église Notre-Dame-des-Sept-Douleurs                                              |
| Église Notre-Dame                                                                | Démouville                     |                                                 | 49° 10′ 39″ nord, 0° 16′ 00″ ouest              | « PA00111280 »                                  | Inscrit                                         | 1932                                            | Église Notre-Dame                                                                |
| Basilique Notre-Dame-de-la-Délivrande                                            | Douvres-la-Délivrande          | Place de la Basilique                           | 49° 17′ 55″ nord, 0° 22′ 20″ ouest              | « PA00111287 »                                  | Inscrit                                         | 1975                                            | Basilique Notre-Dame-de-la-Délivrande                                            |
| Couvent Notre-Dame-de-Fidélité                                                   | Douvres-la-Délivrande          | 38, 40 rue du Bout-Varin                        | 49° 17′ 46″ nord, 0° 22′ 10″ ouest              | « PA00111288 »                                  | Inscrit                                         | 2007                                            | Couvent Notre-Dame-de-Fidélité                                                   |
| Domaine de la Baronnie                                                           | Douvres-la-Délivrande          | La Mare Flaubert                                | 49° 17′ 25″ nord, 0° 23′ 14″ ouest              | « PA00125294 »                                  | Classé                                          | 1995                                            | Domaine de la Baronnie                                                           |
| Église Saint-Rémi                                                                | Douvres-la-Délivrande          |                                                 | 49° 17′ 27″ nord, 0° 22′ 59″ ouest              | « PA00111289 »                                  | Classé Inscrit                                  | 1862 1927                                       | Église Saint-Rémi                                                                |
| Pharmacie Lesage                                                                 | Douvres-la-Délivrande          | 78 rue du Général-de-Gaulle                     | 49° 17′ 54″ nord, 0° 22′ 23″ ouest              | « PA00111290 »                                  | Inscrit                                         | 1975                                            | Pharmacie Lesage                                                                 |
| Prieuré de Tailleville                                                           | Douvres-la-Délivrande          |                                                 | 49° 18′ 24″ nord, 0° 24′ 30″ ouest              | « PA00111291 »                                  | Inscrit                                         | 1933                                            | Prieuré de Tailleville                                                           |
| Station radar de Douvres-la-Délivrande                                           | Douvres-la-Délivrande          |                                                 | 49° 17′ 11″ nord, 0° 24′ 13″ ouest              | « PA14000108 »                                  | Inscrit                                         | 2014                                            | Station radar de Douvres-la-Délivrande                                           |
| Église Sainte-Marguerite                                                         | Ducy-Sainte-Marguerite         |                                                 | 49° 13′ 27″ nord, 0° 36′ 42″ ouest              | « PA00111293 »                                  | Classé Inscrit                                  | 1909 1927                                       | Église Sainte-Marguerite                                                         |
| Église Notre-Dame (détruite en 1944)                                             | Émiéville                      |                                                 | à géolocaliser                                  | « PA00111295 »                                  | Inscrit                                         | 1927                                            | Église Notre-Dame (détruite en 1944)                                             |
| Ferme du château                                                                 | Émiéville                      |                                                 | 49° 09′ 30″ nord, 0° 13′ 24″ ouest              | « PA00111296 »                                  | Inscrit                                         | 1972                                            | Ferme du château                                                                 |
| Manoir d'Émiéville                                                               | Émiéville                      |                                                 | 49° 09′ 44″ nord, 0° 13′ 10″ ouest              | « PA00111297 »                                  | Inscrit                                         | 1973                                            | Manoir d'Émiéville                                                               |
| Église Saint-Paterne                                                             | Ernes                          |                                                 | 49° 01′ 10″ nord, 0° 07′ 41″ ouest              | « PA00111301 »                                  | Classé                                          | 1913                                            | Église Saint-Paterne                                                             |
| Grange aux dîmes de Foupendant                                                   | Espins                         |                                                 | 49° 00′ 42″ nord, 0° 25′ 17″ ouest              | « PA00135498 »                                  | Inscrit                                         | 1995                                            | Grange aux dîmes de Foupendant                                                   |
| Église Notre-Dame                                                                | Esquay-Notre-Dame              |                                                 | 49° 06′ 48″ nord, 0° 28′ 21″ ouest              | « PA00111302 »                                  | Inscrit                                         | 1932                                            | Église Notre-Dame                                                                |
| Église Notre-Dame de Quesnay                                                     | Estrées-la-Campagne            |                                                 | 49° 00′ 06″ nord, 0° 15′ 16″ ouest              | « PA00111304 »                                  | Inscrit                                         | 1964                                            | Église Notre-Dame de Quesnay                                                     |
| Église Notre-Dame                                                                | Évrecy                         |                                                 | 49° 06′ 02″ nord, 0° 29′ 57″ ouest              | « PA00111307 »                                  | Inscrit                                         | 1927                                            | Église Notre-Dame                                                                |
|                                                                                  | Falaise                        | Voir Liste des monuments historiques de Falaise | Voir Liste des monuments historiques de Falaise | Voir Liste des monuments historiques de Falaise | Voir Liste des monuments historiques de Falaise | Voir Liste des monuments historiques de Falaise | Voir Liste des monuments historiques de Falaise                                  |
| Croix romane                                                                     | Feuguerolles-Bully             | Route de Feuguerolles à Saint-André             | 49° 07′ 05″ nord, 0° 23′ 35″ ouest              | « PA00111334 »                                  | Inscrit                                         | 1932                                            | Croix romane                                                                     |
| Église Saint-Martin                                                              | Feuguerolles-Bully             |                                                 | 49° 05′ 53″ nord, 0° 24′ 37″ ouest              | « PA00111335 »                                  | Inscrit                                         | 1933                                            | Église Saint-Martin                                                              |
| Église Notre-Dame                                                                | Fleury-sur-Orne                | Allemagne-la-Basse                              | 49° 08′ 23″ nord, 0° 23′ 12″ ouest              | « PA00111338 »                                  | Classé                                          | 1913                                            | Église Notre-Dame                                                                |
| Maison du 71 rue de Saint-André à Fleury-sur-Orne                                | Fleury-sur-Orne                | 71 rue de Saint-André                           | 49° 08′ 27″ nord, 0° 23′ 24″ ouest              | « PA14000083 »                                  | Inscrit                                         | 2009                                            | Maison du 71 rue de Saint-André à Fleury-sur-Orne                                |
| Château de Fontaine-Étoupefour                                                   | Fontaine-Étoupefour            |                                                 | 49° 08′ 15″ nord, 0° 26′ 34″ ouest              | « PA00111339 »                                  | Classé Inscrit                                  | 1911 1995                                       | Château de Fontaine-Étoupefour                                                   |
| Église Saint-Pierre                                                              | Fontaine-Étoupefour            |                                                 | 49° 08′ 47″ nord, 0° 27′ 13″ ouest              | « PA00111340 »                                  | Inscrit                                         | 1927                                            | Église Saint-Pierre                                                              |
| Château de Fontaine-Henry                                                        | Fontaine-Henry                 |                                                 | 49° 16′ 29″ nord, 0° 27′ 00″ ouest              | « PA00111341 »                                  | Classé                                          | 2011                                            | Château de Fontaine-Henry                                                        |
| Église de la Nativité-de-Notre-Dame                                              | Fontaine-Henry                 |                                                 | 49° 16′ 28″ nord, 0° 27′ 09″ ouest              | « PA00111342 »                                  | Classé                                          | 1862                                            | Église de la Nativité-de-Notre-Dame                                              |
| Église Saint-Aubin de Bray-en-Cinglay                                            | Fontaine-le-Pin                |                                                 | 48° 58′ 58″ nord, 0° 17′ 59″ ouest              | « PA00111343 »                                  | Inscrit                                         | 2014                                            | Église Saint-Aubin de Bray-en-Cinglay                                            |
| Église Saint-Pierre                                                              | Fontaine-le-Pin                | Place de l'Église                               | 48° 58′ 23″ nord, 0° 17′ 07″ ouest              | « PA14000050 »                                  | Inscrit                                         | 2005                                            | Église Saint-Pierre                                                              |
| Église Saint-Hermès                                                              | Fontenay-le-Marmion            |                                                 | 49° 05′ 39″ nord, 0° 21′ 05″ ouest              | « PA00111344 »                                  | Classé                                          | 1911                                            | Église Saint-Hermès                                                              |
| Maison                                                                           | Fontenay-le-Marmion            |                                                 | 49° 05′ 35″ nord, 0° 21′ 10″ ouest              | « PA00111345 »                                  | Inscrit                                         | 1948                                            | Maison                                                                           |
| Tumulus de la Hogue                                                              | Fontenay-le-Marmion            |                                                 | 49° 05′ 45″ nord, 0° 21′ 45″ ouest              | « PA00111346 »                                  | Classé                                          | 1905                                            | Tumulus de la Hogue                                                              |
| Tumulus de la Hoguette                                                           | Fontenay-le-Marmion            | Rue des Côteau Rue du Tumulus                   | 49° 05′ 47″ nord, 0° 21′ 16″ ouest              | « PA00111347 »                                  | Classé                                          | 1975                                            | Tumulus de la Hoguette                                                           |
| Église Saint-Aubin                                                               | Fontenay-le-Pesnel             |                                                 | 49° 10′ 06″ nord, 0° 35′ 10″ ouest              | « PA00111348 »                                  | Inscrit                                         | 1927                                            | Église Saint-Aubin                                                               |
| Château du Fresne-Camilly                                                        | Le Fresne-Camilly              |                                                 | 49° 15′ 01″ nord, 0° 29′ 05″ ouest              | « PA00111353 »                                  | Inscrit                                         | 1973                                            | Château du Fresne-Camilly                                                        |
| Église Notre-Dame                                                                | Le Fresne-Camilly              |                                                 | 49° 15′ 36″ nord, 0° 29′ 22″ ouest              | « PA00111355 »                                  | Classé                                          | 1840                                            | Église Notre-Dame                                                                |
| Église Saint-Martin                                                              | Le Fresne-Camilly              |                                                 | 49° 15′ 31″ nord, 0° 30′ 33″ ouest              | « PA00111354 »                                  | Classé                                          | 1918                                            | Église Saint-Martin                                                              |
| Château de Fresney                                                               | Fresney-le-Puceux              |                                                 | 49° 03′ 43″ nord, 0° 22′ 13″ ouest              | « PA00111356 »                                  | Classé                                          | 1930                                            | Château de Fresney                                                               |
| Pierre Tournante                                                                 | Fresney-le-Puceux              |                                                 | 49° 03′ 23″ nord, 0° 21′ 48″ ouest              | « PA00111357 »                                  | Classé                                          | 1956                                            | Pierre Tournante                                                                 |
| Château d'Outrelaize                                                             | Gouvix                         |                                                 | 49° 01′ 55″ nord, 0° 18′ 38″ ouest              | « PA00111369 »                                  | Inscrit Classé                                  | 1971 2005                                       | Château d'Outrelaize                                                             |
| Église Notre-Dame                                                                | Gouvix                         |                                                 | 49° 02′ 05″ nord, 0° 18′ 15″ ouest              | « PA00111370 »                                  | Inscrit                                         | 1927                                            | Église Notre-Dame                                                                |
| Pierre Tourneresse                                                               | Gouvix                         |                                                 | 49° 01′ 57″ nord, 0° 19′ 29″ ouest              | « PA00111371 »                                  | Classé                                          | 1936                                            | Pierre Tourneresse                                                               |
| Église Saint-Pierre                                                              | Grainville-sur-Odon            |                                                 | 49° 08′ 27″ nord, 0° 31′ 40″ ouest              | « PA00111372 »                                  | Classé                                          | 1910                                            | Église Saint-Pierre                                                              |
| Château d'Olivet                                                                 | Grimbosq                       |                                                 | 49° 03′ 20″ nord, 0° 26′ 29″ ouest              | « PA00111378 »                                  | Inscrit                                         | 1988                                            | Château d'Olivet                                                                 |
| Église Saint-Pierre                                                              | Hermanville-sur-Mer            |                                                 | 49° 17′ 15″ nord, 0° 18′ 46″ ouest              | « PA00111380 »                                  | Inscrit                                         | 1927                                            | Église Saint-Pierre                                                              |
| Immeuble la Sapinière                                                            | Hermanville-sur-Mer            | 567, rue du Pré-de-l'Isle                       | 49° 18′ 00″ nord, 0° 18′ 35″ ouest              | « PA14000109 »                                  | Inscrit                                         | 2015                                            | Immeuble la Sapinière                                                            |
| Maison la Bluette                                                                | Hermanville-sur-Mer            | 272 rue du Pré-de-l'Île                         | 49° 17′ 57″ nord, 0° 18′ 21″ ouest              | « PA00111381 »                                  | Classé Inscrit                                  | 2005                                            | Maison la Bluette                                                                |
| Manoir de Prébois                                                                | Hermanville-sur-Mer            |                                                 | 49° 17′ 11″ nord, 0° 18′ 38″ ouest              | « PA00111382 »                                  | Inscrit                                         | 1968                                            | Manoir de Prébois                                                                |
| Chapelle Saint-Vincent                                                           | Hérouville-Saint-Clair         | Route de Lion-sur-Mer Rue d'Epron               | 49° 12′ 49″ nord, 0° 20′ 31″ ouest              | « PA14000045 »                                  | Inscrit                                         | 2004                                            | Chapelle Saint-Vincent                                                           |
| Château d'eau d'Hérouville-Saint-Clair                                           | Hérouville-Saint-Clair         | Avenue du Parc-Saint-André                      | 49° 12′ 10″ nord, 0° 20′ 32″ ouest              | « PA14000093 »                                  | Inscrit                                         | 2010                                            | Château d'eau d'Hérouville-Saint-Clair                                           |
| Église Saint-Clair                                                               | Hérouville-Saint-Clair         |                                                 | 49° 12′ 25″ nord, 0° 19′ 04″ ouest              | « PA00111384 »                                  | Inscrit                                         | 1928                                            | Église Saint-Clair                                                               |
| Abbaye de Saint-André-de-Gouffern                                                | La Hoguette                    |                                                 | 48° 51′ 52″ nord, 0° 08′ 59″ ouest              | « PA00111388 »                                  | Classé                                          | 1932                                            | Abbaye de Saint-André-de-Gouffern                                                |
| Église Notre-Dame                                                                | Hubert-Folie                   |                                                 | 49° 07′ 42″ nord, 0° 18′ 51″ ouest              | « PA00111454 »                                  | Inscrit                                         | 1932                                            | Église Notre-Dame                                                                |
| Église Saint-André                                                               | Ifs                            |                                                 | 49° 08′ 22″ nord, 0° 20′ 53″ ouest              | « PA00111455 »                                  | Classé                                          | 1946                                            | Église Saint-André                                                               |
| Ferme Saint-Bernard (actuel hôtel de ville)                                      | Ifs                            |                                                 | 49° 08′ 14″ nord, 0° 20′ 58″ ouest              | « PA00111456 »                                  | Inscrit                                         | 1979                                            | Ferme Saint-Bernard (actuel hôtel de ville)                                      |
| Église Saint-Gervais-et-Saint-Protais                                            | Jort                           |                                                 | 48° 58′ 18″ nord, 0° 04′ 44″ ouest              | « PA00111457 »                                  | Inscrit                                         | 1927                                            | Église Saint-Gervais-et-Saint-Protais                                            |
| Château de Juvigny-sur-Seulles                                                   | Juvigny-sur-Seulles            |                                                 | 49° 09′ 21″ nord, 0° 36′ 46″ ouest              | « PA00111462 »                                  | Inscrit                                         | 1930 2008                                       | Château de Juvigny-sur-Seulles                                                   |
| Vieux pont de Juvigny-sur-Seulles                                                | Juvigny-sur-Seulles            |                                                 | 49° 09′ 46″ nord, 0° 36′ 56″ ouest              | « PA14000070 »                                  | Inscrit                                         | 2006                                            | Vieux pont de Juvigny-sur-Seulles                                                |
| Église Saint-Martin                                                              | Langrune-sur-Mer               |                                                 | 49° 19′ 14″ nord, 0° 22′ 25″ ouest              | « PA00111464 »                                  | Classé                                          | 1840                                            | Église Saint-Martin                                                              |
| Château de Manneville                                                            | Lantheuil                      |                                                 | 49° 16′ 01″ nord, 0° 31′ 42″ ouest              | « PA00111465 »                                  | Classé                                          | 2008                                            | Château de Manneville                                                            |
| Église de la Sainte-Trinité                                                      | Lantheuil                      |                                                 | 49° 16′ 23″ nord, 0° 30′ 14″ ouest              | « PA14000025 »                                  | Inscrit                                         | 2001                                            | Église de la Sainte-Trinité                                                      |
| Château de Lasson                                                                | Lasson                         |                                                 | 49° 14′ 04″ nord, 0° 27′ 40″ ouest              | « PA00111466 »                                  | Classé Inscrit                                  | 1917 1975                                       | Château de Lasson                                                                |
| Église Saint-Pierre                                                              | Lasson                         |                                                 | 49° 14′ 01″ nord, 0° 27′ 49″ ouest              | « PA00111467 »                                  | Inscrit                                         | 1927                                            | Église Saint-Pierre                                                              |
| Villa Louis                                                                      | Lion-sur-Mer                   | 4 rue Joseph-Pasquet                            | 49° 18′ 11″ nord, 0° 18′ 56″ ouest              | « PA14000010 »                                  | Inscrit                                         | 1998                                            | Villa Louis                                                                      |
| Château de Lion-sur-Mer                                                          | Lion-sur-Mer                   |                                                 | 49° 18′ 09″ nord, 0° 19′ 57″ ouest              | « PA00111469 »                                  | Classé Inscrit Classé Inscrit                   | 1926 1946 1969 2007                             | Château de Lion-sur-Mer                                                          |
| Église Saint-Pierre                                                              | Lion-sur-Mer                   |                                                 | 49° 18′ 01″ nord, 0° 19′ 01″ ouest              | « PA00111470 »                                  | Classé                                          | 1913                                            | Église Saint-Pierre                                                              |
| Église Saint-Jacques                                                             | Le Locheur                     |                                                 | 49° 06′ 09″ nord, 0° 33′ 12″ ouest              | « PA00111501 »                                  | Inscrit                                         | 1928                                            | Église Saint-Jacques                                                             |
| Église Notre-Dame                                                                | Loucelles                      |                                                 | 49° 13′ 24″ nord, 0° 34′ 53″ ouest              | « PA00111506 »                                  | Inscrit                                         | 1927                                            | Église Notre-Dame                                                                |
| Château de Louvagny                                                              | Louvagny                       |                                                 | 48° 56′ 56″ nord, 0° 02′ 57″ ouest              | « PA00111507 »                                  | Inscrit                                         | 1977 2006                                       | Château de Louvagny                                                              |
| Église Saint-Germain                                                             | Louvagny                       |                                                 | 48° 56′ 56″ nord, 0° 02′ 54″ ouest              | « PA00111508 »                                  | Classé                                          | 1999                                            | Image manquante Téléverser                                                       |
| Château de Louvigny                                                              | Louvigny                       |                                                 | 49° 09′ 37″ nord, 0° 23′ 06″ ouest              | « PA00111510 »                                  | Inscrit                                         | 1946                                            | Château de Louvigny                                                              |
| Église Saint-Vigor                                                               | Louvigny                       |                                                 | 49° 09′ 37″ nord, 0° 23′ 11″ ouest              | « PA00111511 »                                  | Inscrit                                         | 1927                                            | Église Saint-Vigor                                                               |
| Porte                                                                            | Louvigny                       | Avenue de Louvigny                              | 49° 09′ 30″ nord, 0° 23′ 02″ ouest              | « PA00111512 »                                  | Inscrit                                         | 1928                                            | Porte                                                                            |
| Croix du cimetière                                                               | Luc-sur-Mer                    |                                                 | 49° 18′ 30″ nord, 0° 21′ 25″ ouest              | « PA00111513 »                                  | Classé                                          | 1907                                            | Croix du cimetière                                                               |
| Clocher de l'église Saint-Quentin                                                | Luc-sur-Mer                    |                                                 | 49° 18′ 29″ nord, 0° 21′ 25″ ouest              | « PA00111514 »                                  | Classé                                          | 1886                                            | Clocher de l'église Saint-Quentin                                                |
| Église Saint-Pierre                                                              | Maizières                      |                                                 | 49° 01′ 00″ nord, 0° 09′ 29″ ouest              | « PA00111518 »                                  | Classé                                          | 1862                                            | Église Saint-Pierre                                                              |
| Église Saint-Pierre                                                              | Maltot                         |                                                 | 49° 07′ 35″ nord, 0° 25′ 28″ ouest              | « PA00111522 »                                  | Classé                                          | 1911                                            | Église Saint-Pierre                                                              |
| Château de Vauville                                                              | Mathieu                        | Le bout Millet                                  | 49° 15′ 15″ nord, 0° 22′ 46″ ouest              | « PA00111529 »                                  | Inscrit                                         | 1972                                            | Château de Vauville                                                              |
| Église Notre-Dame-de-l'Assomption                                                | Mathieu                        | Le Hamel                                        | 49° 15′ 15″ nord, 0° 22′ 10″ ouest              | « PA14000062 »                                  | Inscrit                                         | 2006                                            | Église Notre-Dame-de-l'Assomption                                                |
| Manoir Saint-Jean                                                                | Mathieu                        | Rue Édouard-Legrand                             | 49° 15′ 22″ nord, 0° 22′ 13″ ouest              | « PA00111530 »                                  | Inscrit                                         | 1981                                            | Manoir Saint-Jean                                                                |
| Église Saint-Firmin                                                              | May-sur-Orne                   | Rue du Canada                                   | 49° 06′ 05″ nord, 0° 22′ 28″ ouest              | « PA14000095 »                                  | Inscrit                                         | 2010                                            | Église Saint-Firmin                                                              |
| Batterie de Merville                                                             | Merville-Franceville-Plage     | Avenue de la Batterie-de-Merville               | 49° 16′ 10″ nord, 0° 11′ 52″ ouest              | « PA14000026 »                                  | Classé                                          | 2001                                            | Batterie de Merville                                                             |
| Redoute                                                                          | Merville-Franceville-Plage     |                                                 | 49° 16′ 57″ nord, 0° 13′ 08″ ouest              | « PA00111531 »                                  | Inscrit                                         | 1978                                            | Redoute                                                                          |
| Église Saint-Jean-Baptiste                                                       | Missy                          |                                                 | 49° 07′ 14″ nord, 0° 33′ 04″ ouest              | « PA00111552 »                                  | Inscrit                                         | 1927                                            | Église Saint-Jean-Baptiste                                                       |
| Église Notre-Dame-des-Prés                                                       | Mondeville                     |                                                 | 49° 10′ 33″ nord, 0° 18′ 26″ ouest              | « PA00111555 »                                  | Classé                                          | 1913                                            | Église Notre-Dame-des-Prés                                                       |
| Église Saint-Denis                                                               | Mondrainville                  |                                                 | 49° 08′ 22″ nord, 0° 30′ 55″ ouest              | « PA00111556 »                                  | Inscrit                                         | 1932                                            | Église Saint-Denis                                                               |
| Château de Monts                                                                 | Monts-en-Bessin                |                                                 | 49° 07′ 11″ nord, 0° 37′ 05″ ouest              | « PA14000097 »                                  | Inscrit                                         | 2010                                            | Château de Monts                                                                 |
| Église Saint-Georges                                                             | Morteaux-Coulibœuf             |                                                 | 48° 55′ 33″ nord, 0° 04′ 18″ ouest              | « PA00111560 »                                  | Inscrit                                         | 1928                                            | Église Saint-Georges                                                             |
| Église Saint-Malo                                                                | Mouen                          |                                                 | 49° 08′ 59″ nord, 0° 29′ 12″ ouest              | « PA00111562 »                                  | Classé                                          | 1846                                            | Église Saint-Malo                                                                |
| Église Sainte-Anne                                                               | Moult                          |                                                 | 49° 06′ 55″ nord, 0° 09′ 49″ ouest              | « PA00111563 »                                  | Inscrit                                         | 1932                                            | Église Sainte-Anne                                                               |
| Château de Villeray                                                              | Les Moutiers-en-Cinglais       |                                                 | 49° 01′ 11″ nord, 0° 26′ 20″ ouest              | « PA14000056 »                                  | Inscrit                                         | 2005                                            | Château de Villeray                                                              |
| Église Saint-Clair                                                               | Mutrécy                        |                                                 | 49° 03′ 49″ nord, 0° 25′ 13″ ouest              | « PA00111566 »                                  | Classé                                          | 1913                                            | Église Saint-Clair                                                               |
| Église Saint-Cyr-et-Sainte-Julitte                                               | Noron-l'Abbaye                 |                                                 | 48° 53′ 37″ nord, 0° 14′ 44″ ouest              | « PA00111570 »                                  | Inscrit Classé                                  | 1928 1929                                       | Église Saint-Cyr-et-Sainte-Julitte                                               |
| Prieuré de Noron-l'Abbaye                                                        | Noron-l'Abbaye                 |                                                 | 48° 53′ 58″ nord, 0° 15′ 14″ ouest              | « PA00111571 »                                  | Inscrit                                         | 1928                                            | Prieuré de Noron-l'Abbaye                                                        |
| Église Sainte-Anne                                                               | Norrey-en-Auge                 |                                                 | 48° 54′ 46″ nord, 0° 00′ 55″ ouest              | « PA00111573 »                                  | Classé                                          | 1930                                            | Église Sainte-Anne                                                               |
| Château d'Olendon                                                                | Olendon                        | Derrière l'église                               | 48° 58′ 10″ nord, 0° 09′ 48″ ouest              | « PA14000005 »                                  | Inscrit                                         | 1997                                            | Château d'Olendon                                                                |
| Église Saint-Pierre                                                              | Ouézy                          |                                                 | 49° 05′ 00″ nord, 0° 06′ 12″ ouest              | « PA00111218 »                                  | Classé                                          | 1914                                            | Église Saint-Pierre                                                              |
| Château d'Assy                                                                   | Ouilly-le-Tesson               |                                                 | 48° 59′ 36″ nord, 0° 12′ 06″ ouest              | « PA00111589 »                                  | Inscrit                                         | 1929 2005                                       | Château d'Assy                                                                   |
| Manoir d'Ouilly                                                                  | Ouilly-le-Tesson               |                                                 | 48° 59′ 19″ nord, 0° 12′ 50″ ouest              | « PA00111590 »                                  | Classé                                          | 1927 1928                                       | Manoir d'Ouilly                                                                  |
| Église Saint-Samson                                                              | Ouistreham                     |                                                 | 49° 16′ 35″ nord, 0° 15′ 29″ ouest              | « PA00111593 »                                  | Classé                                          | 1840                                            | Église Saint-Samson                                                              |
| Grange aux dîmes                                                                 | Ouistreham                     | Place Albert-Lemarignier                        | 49° 16′ 35″ nord, 0° 15′ 29″ ouest              | « PA00111594 »                                  | Inscrit                                         | 1971                                            | Grange aux dîmes                                                                 |
| Poste de direction de tir de Riva-Bella                                          | Ouistreham                     | 21 avenue du Six-Juin                           | 49° 17′ 15″ nord, 0° 15′ 08″ ouest              | « PA00132894 »                                  | Inscrit                                         | 1994                                            | Poste de direction de tir de Riva-Bella                                          |
| Église Saint-Ouen                                                                | Périers-sur-le-Dan             |                                                 | 49° 15′ 17″ nord, 0° 19′ 48″ ouest              | « PA00111596 »                                  | Classé                                          | 1914                                            | Église Saint-Ouen                                                                |
| Église Saint-Vigor de Perrières                                                  | Perrières                      |                                                 | 48° 57′ 35″ nord, 0° 08′ 01″ ouest              | « PA00111597 »                                  | Inscrit                                         | 1928                                            | Église Saint-Vigor de Perrières                                                  |
| Grange aux dîmes                                                                 | Perrières                      |                                                 | 48° 57′ 37″ nord, 0° 07′ 59″ ouest              | « PA00111598 »                                  | Classé                                          | 1947                                            | Grange aux dîmes                                                                 |
| Église Saint-Samson                                                              | Plumetot                       |                                                 | 49° 16′ 47″ nord, 0° 21′ 24″ ouest              | « PA00111602 »                                  | Inscrit                                         | 1927                                            | Église Saint-Samson                                                              |
| Château Ganne                                                                    | La Pommeraye                   | Saint-Clair                                     | 48° 54′ 07″ nord, 0° 24′ 41″ ouest              | « PA14000019 »                                  | Inscrit                                         | 2000                                            | Château Ganne                                                                    |
| Église Notre-Dame-du-Rosaire                                                     | Potigny                        |                                                 | 48° 58′ 05″ nord, 0° 14′ 21″ ouest              | « PA00111623 »                                  | Classé                                          | 1930                                            | Église Notre-Dame-du-Rosaire                                                     |
| Église Saint-Sever                                                               | Préaux-Bocage                  |                                                 | 49° 03′ 15″ nord, 0° 30′ 10″ ouest              | « PA00111625 »                                  | Inscrit                                         | 1932                                            | Église Saint-Sever                                                               |
| Croix du cimetière                                                               | Putot-en-Bessin                |                                                 | 49° 12′ 40″ nord, 0° 32′ 21″ ouest              | « PA00111631 »                                  | Inscrit                                         | 1932                                            | Croix du cimetière                                                               |
| Église Notre-Dame-de-la-Nativité                                                 | Putot-en-Bessin                |                                                 | 49° 12′ 40″ nord, 0° 32′ 21″ ouest              | « PA00111632 »                                  | Inscrit                                         | 1927                                            | Église Notre-Dame-de-la-Nativité                                                 |
| Chapelle Sainte-Christine                                                        | Reviers                        |                                                 | 49° 18′ 03″ nord, 0° 27′ 59″ ouest              | « PA00111634 »                                  | Inscrit                                         | 1927                                            | Chapelle Sainte-Christine                                                        |
| Pierre debout                                                                    | Reviers                        | Les Champs pluvieux                             | 49° 18′ 06″ nord, 0° 27′ 19″ ouest              | « PA00111635 »                                  | Classé                                          | 1934                                            | Pierre debout                                                                    |
| Église Saint-Martin                                                              | Rosel                          |                                                 | 49° 13′ 38″ nord, 0° 27′ 34″ ouest              | « PA00111638 »                                  | Classé                                          | 1910                                            | Église Saint-Martin                                                              |
| Manoir de Gruchy                                                                 | Rosel                          | détruit en 1944                                 | 49° 12′ 58″ nord, 0° 26′ 14″ ouest              | « PA00111639 »                                  | Inscrit                                         | 1927                                            | Manoir de Gruchy                                                                 |
| Chapelle Notre-Dame                                                              | Rots                           |                                                 | 49° 12′ 55″ nord, 0° 28′ 25″ ouest              | « PA00111640 »                                  | Inscrit                                         | 1932                                            | Chapelle Notre-Dame                                                              |
| Église Saint-Ouen                                                                | Rots                           |                                                 | 49° 12′ 43″ nord, 0° 28′ 27″ ouest              | « PA00111641 »                                  | Classé                                          | 1909                                            | Église Saint-Ouen                                                                |
| Manoir Saint-Ouen (grange aux dîmes)                                             | Rots                           |                                                 | 49° 12′ 42″ nord, 0° 28′ 23″ ouest              | « PA00111642 »                                  | Inscrit                                         | 1927                                            | Image manquante Téléverser                                                       |
| Église de l'Assomption-de-Notre-Dame                                             | Rouvres                        |                                                 | 49° 00′ 20″ nord, 0° 10′ 24″ ouest              | « PA00111643 »                                  | Classé                                          | 1879                                            | Église de l'Assomption-de-Notre-Dame                                             |
| Logis de Rouvres                                                                 | Rouvres                        |                                                 | 49° 00′ 04″ nord, 0° 11′ 07″ ouest              | « PA00111644 »                                  | Inscrit                                         | 1933                                            | Logis de Rouvres                                                                 |
| Église Saint-Pierre                                                              | Rucqueville                    |                                                 | 49° 15′ 28″ nord, 0° 35′ 01″ ouest              | « PA00111645 »                                  | Classé                                          | 1886                                            | Église Saint-Pierre                                                              |
| Château de Cramesnil                                                             | Saint-Aignan-de-Cramesnil      |                                                 | 49° 04′ 58″ nord, 0° 17′ 04″ ouest              | « PA00111650 »                                  | Inscrit                                         | 1932                                            | Château de Cramesnil                                                             |
| Église Saint-Aignan                                                              | Saint-Aignan-de-Cramesnil      |                                                 | 49° 04′ 50″ nord, 0° 16′ 31″ ouest              | « PA00111651 »                                  | Inscrit                                         | 1927                                            | Église Saint-Aignan                                                              |
| Abbaye Saint-Étienne de Fontenay                                                 | Saint-André-sur-Orne           |                                                 | 49° 06′ 56″ nord, 0° 23′ 12″ ouest              | « PA00111655 »                                  | Inscrit                                         | 1945                                            | Abbaye Saint-Étienne de Fontenay                                                 |
| Chapelle Saint-Orthaire                                                          | Saint-André-sur-Orne           | Étavaux                                         | 49° 08′ 07″ nord, 0° 23′ 58″ ouest              | « PA00111657 »                                  | Inscrit                                         | 1927                                            | Chapelle Saint-Orthaire                                                          |
| Église Saint-André                                                               | Saint-André-sur-Orne           |                                                 | 49° 07′ 02″ nord, 0° 23′ 07″ ouest              | « PA00111656 »                                  | Inscrit                                         | 1937                                            | Église Saint-André                                                               |
| Église Saint-Contest                                                             | Saint-Contest                  |                                                 | 49° 12′ 53″ nord, 0° 24′ 06″ ouest              | « PA00111661 »                                  | Classé                                          | 1840                                            | Église Saint-Contest                                                             |
| Église Sainte-Croix                                                              | Sainte-Croix-Grand-Tonne       |                                                 | 49° 13′ 56″ nord, 0° 33′ 33″ ouest              | « PA00111662 »                                  | Inscrit                                         | 1986                                            | Église Sainte-Croix                                                              |
| Manoir de Sainte-Croix-Grand-Tonne                                               | Sainte-Croix-Grand-Tonne       | Rue du Château                                  | 49° 14′ 08″ nord, 0° 33′ 00″ ouest              | « PA00111663 »                                  | Inscrit                                         | 1969                                            | Image manquante Téléverser                                                       |
| Château de Brécy                                                                 | Saint-Gabriel-Brécy            |                                                 | 49° 15′ 49″ nord, 0° 34′ 27″ ouest              | « PA00111666 »                                  | Classé                                          | 1903 1914 1925                                  | Château de Brécy                                                                 |
| Château de Manneville                                                            | Saint-Gabriel-Brécy            |                                                 | 49° 16′ 01″ nord, 0° 31′ 42″ ouest              | « PA14000080 »                                  | Classé                                          | 2008                                            | Château de Manneville                                                            |
| Église Notre-Dame ou Sainte-Anne                                                 | Saint-Gabriel-Brécy            | Brécy                                           | 49° 15′ 49″ nord, 0° 34′ 29″ ouest              | « PA00111667 »                                  | Classé                                          | 1929                                            | Église Notre-Dame ou Sainte-Anne                                                 |
| Prieuré de Saint-Gabriel                                                         | Saint-Gabriel-Brécy            |                                                 | 49° 16′ 42″ nord, 0° 33′ 59″ ouest              | « PA00111668 »                                  | Classé                                          | 1840                                            | Prieuré de Saint-Gabriel                                                         |
| Abbaye d'Ardenne                                                                 | Saint-Germain-la-Blanche-Herbe |                                                 | 49° 11′ 48″ nord, 0° 24′ 52″ ouest              | « PA00111675 »                                  | Classé                                          | 1918 1947                                       | Abbaye d'Ardenne                                                                 |
| Église Saint-Germain                                                             | Saint-Germain-le-Vasson        |                                                 | 49° 00′ 00″ nord, 0° 18′ 13″ ouest              | « PA00111676 »                                  | Inscrit                                         | 1928                                            | Église Saint-Germain                                                             |
| Menhir de la Roche Piquée                                                        | Saint-Germain-le-Vasson        | Le Feugray                                      | 48° 59′ 48″ nord, 0° 19′ 14″ ouest              | « PA00111677 »                                  | Classé                                          | 1951                                            | Menhir de la Roche Piquée                                                        |
| Église Saint-Laurent                                                             | Saint-Laurent-de-Condel        |                                                 | 49° 02′ 37″ nord, 0° 24′ 47″ ouest              | « PA00111686 »                                  | Inscrit                                         | 1927                                            | Église Saint-Laurent                                                             |
| Église Saint-Louet                                                               | Saint-Louet-sur-Seulles        |                                                 | 49° 05′ 49″ nord, 0° 40′ 01″ ouest              | « PA00111688 »                                  | Inscrit                                         | 1927                                            | Église Saint-Louet                                                               |
| Église Notre-Dame-des-Labours                                                    | Saint-Manvieu-Norrey           |                                                 | 49° 11′ 50″ nord, 0° 30′ 49″ ouest              | « PA00111691 »                                  | Classé                                          | 1840                                            | Église Notre-Dame-des-Labours                                                    |
| Église Saint-Manvieu                                                             | Saint-Manvieu-Norrey           |                                                 | 49° 10′ 56″ nord, 0° 30′ 25″ ouest              | « PA00111692 »                                  | Classé Inscrit                                  | 1918 1927                                       | Église Saint-Manvieu                                                             |
| Manoir de la Mare                                                                | Saint-Manvieu-Norrey           | Ferme de la Mare                                | 49° 10′ 27″ nord, 0° 29′ 39″ ouest              | « PA14000020 »                                  | Inscrit                                         | 2000                                            | Manoir de la Mare                                                                |
| Mégalithe du Pré-du-Vivret                                                       | Saint-Omer                     | Le Pré-du-Vivret                                | 48° 55′ 42″ nord, 0° 25′ 59″ ouest              | « PA00111705 »                                  | Inscrit                                         | 1954                                            | Mégalithe du Pré-du-Vivret                                                       |
| Château de la Tour                                                               | Saint-Pierre-Canivet           |                                                 | 48° 55′ 09″ nord, 0° 14′ 35″ ouest              | « PA00111708 »                                  | Inscrit                                         | 1967                                            | Château de la Tour                                                               |
| Château de Saint-Pierre-du-Jonquet                                               | Saint-Pierre-du-Jonquet        | Le Château                                      | 49° 10′ 07″ nord, 0° 07′ 38″ ouest              | « PA00135501 »                                  | Inscrit Classé                                  | 1995 1996                                       | Château de Saint-Pierre-du-Jonquet                                               |
| Église Saint-Pierre                                                              | Saint-Pierre-du-Jonquet        |                                                 | 49° 10′ 11″ nord, 0° 07′ 25″ ouest              | « PA00111710 »                                  | Inscrit                                         | 1986                                            | Église Saint-Pierre                                                              |
| Église Saint-Rémy                                                                | Saint-Rémy                     |                                                 | 48° 55′ 51″ nord, 0° 30′ 13″ ouest              | « PA00111720 »                                  | Inscrit                                         | 1933                                            | Église Saint-Rémy                                                                |
| Église Saint-Sylvain                                                             | Saint-Sylvain                  |                                                 | 49° 03′ 23″ nord, 0° 13′ 06″ ouest              | « PA00111723 »                                  | Classé                                          | 1914                                            | Église Saint-Sylvain                                                             |
| Église Saint-Gervais-et-Saint-Protais                                            | Sassy                          | C.G.C. 250                                      | 48° 59′ 07″ nord, 0° 08′ 17″ ouest              | « PA00111726 »                                  | Inscrit                                         | 1928                                            | Église Saint-Gervais-et-Saint-Protais                                            |
| Manoir du Châtelet                                                               | Sassy                          |                                                 | 48° 58′ 45″ nord, 0° 08′ 50″ ouest              | « PA00111727 »                                  | Classé Inscrit                                  | 1932                                            | Manoir du Châtelet                                                               |
| Église Saint-Sulpice                                                             | Secqueville-en-Bessin          |                                                 | 49° 14′ 11″ nord, 0° 31′ 36″ ouest              | « PA00111728 »                                  | Classé                                          | 1840                                            | Église Saint-Sulpice                                                             |
| Église Saint-Denis                                                               | Soignolles                     | C.G.C. 260                                      | 49° 01′ 45″ nord, 0° 12′ 45″ ouest              | « PA00111729 »                                  | Inscrit                                         | 1928                                            | Église Saint-Denis                                                               |
| Église Saint-Vigor                                                               | Soliers                        |                                                 | 49° 08′ 08″ nord, 0° 17′ 44″ ouest              | « PA00111730 »                                  | Inscrit                                         | 1927                                            | Église Saint-Vigor                                                               |
| Église de la Nativité-de-Notre-Dame                                              | Soulangy                       |                                                 | 48° 56′ 32″ nord, 0° 13′ 10″ ouest              | « PA00111731 »                                  | Classé                                          | 1910                                            | Église de la Nativité-de-Notre-Dame                                              |
| Manoir de Soulangy                                                               | Soulangy                       |                                                 | 48° 56′ 36″ nord, 0° 13′ 35″ ouest              | « PA00111732 »                                  | Inscrit                                         | 1928                                            | Image manquante Téléverser                                                       |
| Église Saint-Quentin de Saint-Quentin-de-la-Roche (chapelle du Mont-Joly)        | Soumont-Saint-Quentin          |                                                 | 48° 58′ 11″ nord, 0° 13′ 14″ ouest              | « PA00111733 »                                  | Inscrit                                         | 1927                                            | Église Saint-Quentin de Saint-Quentin-de-la-Roche (chapelle du Mont-Joly)        |
| Église d'Aizy                                                                    | Soumont-Saint-Quentin          | Aizy                                            | 48° 59′ 02″ nord, 0° 15′ 37″ ouest              | « PA00111735 »                                  | Classé                                          | 1911                                            | Église d'Aizy                                                                    |
| Église Saint-Quentin                                                             | Soumont-Saint-Quentin          |                                                 | 48° 58′ 42″ nord, 0° 14′ 02″ ouest              | « PA00111734 »                                  | Classé                                          | 1910                                            | Église Saint-Quentin                                                             |
| Menhirs des Longrais                                                             | Soumont-Saint-Quentin          | Les Menhirs                                     | 48° 58′ 06″ nord, 0° 12′ 35″ ouest              | « PA00111737 »                                  | Classé                                          | 1978                                            | Menhirs des Longrais                                                             |
| Tombeau de Marie Joly                                                            | Soumont-Saint-Quentin          |                                                 | 48° 58′ 15″ nord, 0° 13′ 24″ ouest              | « PA00111736 »                                  | Inscrit                                         | 1970                                            | Tombeau de Marie Joly                                                            |
| Église Saint-Germain                                                             | Tessel                         |                                                 | 49° 09′ 13″ nord, 0° 34′ 43″ ouest              | « PA00111740 »                                  | Classé Inscrit                                  | 1911 1932                                       | Église Saint-Germain                                                             |
| Château de Thaon                                                                 | Thaon                          |                                                 | 49° 15′ 42″ nord, 0° 26′ 52″ ouest              | « PA00111741 »                                  | Inscrit                                         | 1978                                            | Château de Thaon                                                                 |
| Église Saint-Pierre                                                              | Thaon                          |                                                 | 49° 15′ 57″ nord, 0° 27′ 01″ ouest              | « PA00111742 »                                  | Classé                                          | 1840                                            | Église Saint-Pierre                                                              |
| Château d'Harcourt                                                               | Thury-Harcourt                 |                                                 | 48° 59′ 15″ nord, 0° 28′ 50″ ouest              | « PA00111745 »                                  | Inscrit                                         | 1927 1963                                       | Château d'Harcourt                                                               |
| Église Saint-Sauveur                                                             | Thury-Harcourt                 |                                                 | 48° 59′ 09″ nord, 0° 28′ 35″ ouest              | « PA00111746 »                                  | Inscrit                                         | 1929                                            | Église Saint-Sauveur                                                             |
| Chapelle Notre-Dame-du-Val                                                       | Tilly-sur-Seulles              | Rue du 18 juin 1944                             | 49° 10′ 29″ nord, 0° 37′ 36″ ouest              | « PA00111748 »                                  | Classé                                          | 1963                                            | Chapelle Notre-Dame-du-Val                                                       |
| Église Saint-Pierre                                                              | Tilly-sur-Seulles              |                                                 | 49° 10′ 42″ nord, 0° 37′ 08″ ouest              | « PA00111749 »                                  | Inscrit                                         | 1927                                            | Église Saint-Pierre                                                              |
| Vieux pont de Juvigny-sur-Seulles                                                | Tilly-sur-Seulles              |                                                 | 49° 09′ 46″ nord, 0° 36′ 56″ ouest              | « PA14000071 »                                  | Inscrit                                         | 2006                                            | Vieux pont de Juvigny-sur-Seulles                                                |
| Château de Tournebu                                                              | Tournebu                       | Le Bourg                                        | 48° 58′ 18″ nord, 0° 20′ 35″ ouest              | « PA00111764 »                                  | Inscrit                                         | 1927                                            | Château de Tournebu                                                              |
| Château de Tréprel                                                               | Tréprel                        |                                                 | 48° 53′ 42″ nord, 0° 20′ 16″ ouest              | « PA14000106 »                                  | Inscrit                                         | 2013                                            | Château de Tréprel                                                               |
| Abbaye Saint-Martin                                                              | Troarn                         | Rue de l'Abbaye                                 | 49° 10′ 54″ nord, 0° 10′ 39″ ouest              | « PA00111767 »                                  | Classé                                          | 1921                                            | Abbaye Saint-Martin                                                              |
| Manoir de Tourpes                                                                | Troarn                         | Bures-sur-Dives                                 | 49° 11′ 55″ nord, 0° 10′ 16″ ouest              | « PA00111768 »                                  | Inscrit                                         | 1928                                            | Manoir de Tourpes                                                                |
| Église Notre-Dame                                                                | Urville                        |                                                 | 49° 01′ 31″ nord, 0° 17′ 54″ ouest              | « PA00111770 »                                  | Inscrit                                         | 1932 2022                                       | Église Notre-Dame                                                                |
| Manoir d'Urville                                                                 | Urville                        |                                                 | 49° 01′ 40″ nord, 0° 18′ 22″ ouest              | « PA00111771 »                                  | Inscrit                                         | 1929                                            | Manoir d'Urville                                                                 |
| Église Saint-Martin                                                              | Ussy                           |                                                 | 48° 56′ 59″ nord, 0° 16′ 46″ ouest              | « PA00111772 »                                  | Classé                                          | 1913                                            | Église Saint-Martin                                                              |
| Pierre de la Hauberie                                                            | Ussy                           | La Braulette                                    | 48° 55′ 53″ nord, 0° 18′ 18″ ouest              | « PA00111773 »                                  | Classé                                          | 1945                                            | Pierre de la Hauberie                                                            |
| Pierre du Pot                                                                    | Ussy                           | Le Pot                                          | 48° 56′ 58″ nord, 0° 17′ 11″ ouest              | « PA00111774 »                                  | Classé                                          | 1945                                            | Pierre du Pot                                                                    |
| Cour de la Maison                                                                | Varaville                      | R.N. 813                                        | 49° 15′ 49″ nord, 0° 09′ 54″ ouest              | « PA00111775 »                                  | Inscrit                                         | 1976                                            | Cour de la Maison                                                                |
| Haras de Varaville                                                               | Varaville                      | Le château                                      | 49° 15′ 09″ nord, 0° 10′ 00″ ouest              | « PA14000103 »                                  | Inscrit                                         | 2012                                            | Image manquante Téléverser                                                       |
| Château de Vaussieux                                                             | Vaux-sur-Seulles               | RD 127                                          | 49° 16′ 06″ nord, 0° 37′ 26″ ouest              | « PA00111782 »                                  | Inscrit                                         | 1970                                            | Château de Vaussieux                                                             |
| Église Saint-Pierre                                                              | Vaux-sur-Seulles               |                                                 | 49° 15′ 39″ nord, 0° 37′ 43″ ouest              | « PA00111783 »                                  | Inscrit                                         | 1927                                            | Église Saint-Pierre                                                              |
| Église Saint-Martin                                                              | Vendes                         |                                                 | 49° 08′ 51″ nord, 0° 35′ 52″ ouest              | « PA00111784 »                                  | Inscrit                                         | 1927                                            | Église Saint-Martin                                                              |
| Château de Grisy                                                                 | Vendeuvre                      | C.V. 11                                         | 49° 00′ 30″ nord, 0° 03′ 11″ ouest              | « PA00111785 »                                  | Inscrit                                         | 1953                                            | Château de Grisy                                                                 |
| Château de Vendeuvre                                                             | Vendeuvre                      |                                                 | 48° 59′ 14″ nord, 0° 04′ 44″ ouest              | « PA00111786 »                                  | Classé Inscrit                                  | 1970 2021                                       | Château de Vendeuvre                                                             |
| Croix romane de Grisy                                                            | Vendeuvre                      | Route de Vendeuvre à Grisy                      | 48° 59′ 58″ nord, 0° 04′ 08″ ouest              | « PA00111787 »                                  | Classé                                          | 1903                                            | Croix romane de Grisy                                                            |
| Église Saint-Brice                                                               | Vendeuvre                      |                                                 | 49° 00′ 12″ nord, 0° 03′ 53″ ouest              | « PA00111788 »                                  | Inscrit                                         | 1928                                            | Église Saint-Brice                                                               |
| La Vavasseurie-au-Cerf                                                           | Vendeuvre                      |                                                 | 48° 59′ 23″ nord, 0° 04′ 34″ ouest              | « PA00111789 »                                  | Inscrit                                         | 1980                                            | Image manquante Téléverser                                                       |
| Château de Versainville                                                          | Versainville                   |                                                 | 48° 54′ 50″ nord, 0° 10′ 49″ ouest              | « PA00111791 »                                  | Inscrit Classé Classé                           | 1930 1932 2008 2008 2017                        | Château de Versainville                                                          |
| Croix de cimetière                                                               | Verson                         |                                                 | 49° 09′ 12″ nord, 0° 26′ 50″ ouest              | « PA00111792 »                                  | Inscrit                                         | 1932                                            | Croix de cimetière                                                               |
| Église Saint-Germain                                                             | Verson                         |                                                 | 49° 09′ 12″ nord, 0° 26′ 50″ ouest              | « PA00111793 »                                  | Classé                                          | 1910                                            | Église Saint-Germain                                                             |
| Manoir de la Fontaine                                                            | Verson                         |                                                 | 49° 09′ 15″ nord, 0° 26′ 45″ ouest              | « PA00111794 »                                  | Inscrit                                         | 1933                                            | Manoir de la Fontaine                                                            |
| Château de Vicques                                                               | Vicques                        |                                                 | 48° 56′ 42″ nord, 0° 04′ 43″ ouest              | « PA00111795 »                                  | Inscrit                                         | 1975                                            | Château de Vicques                                                               |
| Chapelle Saint-Jean-Baptiste-du-Clos                                             | Vieux                          | Château de l'Étang                              | 49° 06′ 35″ nord, 0° 25′ 24″ ouest              | « PA00132686 »                                  | Inscrit                                         | 1994                                            | Chapelle Saint-Jean-Baptiste-du-Clos                                             |
| Théâtre gallo-romain                                                             | Vieux                          | enfouis                                         | 49° 06′ 25″ nord, 0° 25′ 55″ ouest              | « PA00111801 »                                  | Inscrit Classé                                  | 1980                                            | Théâtre gallo-romain                                                             |
| Vieux-la-Romaine                                                                 | Vieux                          | Le Bas de Vieux                                 | 49° 06′ 15″ nord, 0° 25′ 53″ ouest              | « PA00111802 »                                  | Inscrit                                         | 1988                                            | Vieux-la-Romaine                                                                 |
| Château du Mesnil-d'O                                                            | Vieux-Fumé                     |                                                 | 49° 03′ 34″ nord, 0° 07′ 30″ ouest              | « PA00111803 »                                  | Classé                                          | 1975                                            | Château du Mesnil-d'O                                                            |
| Abbaye de Villers-Canivet                                                        | Villers-Canivet                |                                                 | 48° 55′ 38″ nord, 0° 15′ 21″ ouest              | « PA00132687 »                                  | Inscrit                                         | 1994                                            | Abbaye de Villers-Canivet                                                        |
| Chapelle de Torp                                                                 | Villers-Canivet                | Le Village de Torp                              | 48° 56′ 52″ nord, 0° 14′ 43″ ouest              | « PA14000029 »                                  | Inscrit                                         | 2003                                            | Chapelle de Torp                                                                 |
| Église Saint-Vigor                                                               | Villers-Canivet                |                                                 | 48° 56′ 26″ nord, 0° 15′ 18″ ouest              | « PA00111805 »                                  | Classé                                          | 1946                                            | Église Saint-Vigor                                                               |
| Église Saint-Pierre                                                              | Villons-les-Buissons           | Les Buissons                                    | 49° 14′ 11″ nord, 0° 25′ 15″ ouest              | « PA00111808 »                                  | Inscrit                                         | 1927                                            | Église Saint-Pierre                                                              |
| Château                                                                          | Villons-les-Buissons           | 2 rue de Cambes                                 | 49° 14′ 26″ nord, 0° 24′ 25″ ouest              | « PA14000114 »                                  | Inscrit                                         | 2022                                            | Château                                                                          |
| Menhir de Pierrelaye                                                             | Villy-Bocage                   | Pierrelaye                                      | 49° 06′ 12″ nord, 0° 39′ 26″ ouest              | « PA00111809 »                                  | Classé                                          | 1951                                            | Menhir de Pierrelaye                                                             |
| Château de Vimont                                                                | Vimont                         | D 613                                           | 49° 07′ 27″ nord, 0° 12′ 15″ ouest              | « PA00111810 »                                  | Inscrit                                         | 1978                                            | Château de Vimont                                                                |